# سیارک ۲۵۹۷۸
سیارک ۲۵۹۷۸ (به انگلیسی: 25978 Katerudolph، نامگذاری:2001FS48)۲۵۹۷۸مین سیارک کشف شده‌است که در ۱۸ مارس ۲۰۰۱ کشف شد.